# Infa

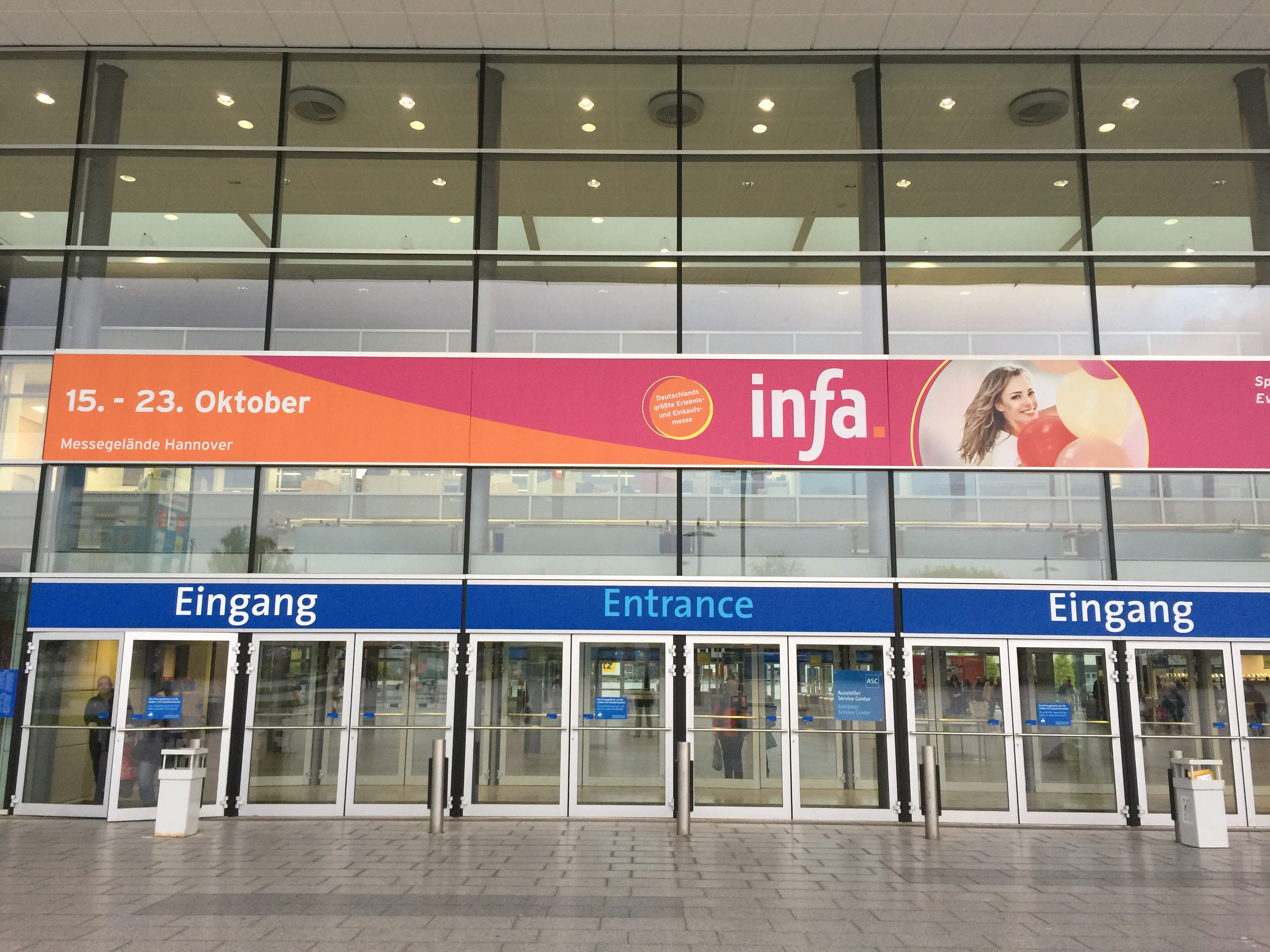
Eingangsbereich zur infa 2016

Die infa (anfangs „Niedersächsische Hauswirtschaftliche Landesausstellung“) ist die größte deutsche Erlebnis- und Einkaufsmesse, die seit 1954 im Oktober in Hannover auf dem Messegelände stattfindet. Sie dauert neun Tage.
infa steht ursprünglich für Informationsmesse für Familien und gehört mit durchschnittlich 190.000 Besuchern und über 1400 nationalen und internationalen Ausstellern zu den größten Informations- und Verkaufsausstellungen in Deutschland.

## Ausstellungsbereiche
Die infa präsentiert folgende Themenwelten und Ausstellungsbereiche:

### bauen+wohnen
Zu dieser Themenwelt gehören die beiden Hallen „bauen“ sowie „Wohnen & Ambiente“. Im Vordergrund stehen Produkte und Dienstleistungen zu Themen wie Hausbau, Immobilienkauf, Innenausbau und Einrichtungen, energieeffizientes Bauen und Sanieren, Sanitär- und Heizungstechnik, Fenster und Türen, Kamine und Kachelöfen.

### Lebensart
In der „Lebensart“ Halle steht der gehobene Einzelhandel im Fokus, hier zeigen rund 100 Aussteller Mobiliar, Modeartikel, Accessoires und Gastronomie in der oberen Preiskategorie.

### Christmas
Auf der „Christmas“ präsentieren über 100 Aussteller Dekorationsideen, weihnachtliches Kunsthandwerk, Christbaumschmuck und Geschenkideen.

### infa balance
Bei „infa balance“ stellen rund 100 Aussteller Produkte und Dienstleistungen zum Thema Wellness, Gesundheit und Natur vor.

### infalino
Auf dem zweitägigen Sonderevent „infalino“ präsentieren rund 70 Firmen ihre Produkte zum Thema Schwangerschaft, Baby und Kleinkind.

### infa kreativ
Basteln, Malen und Handarbeiten stehen bei „infa kreativ“ im Mittelpunkt des dreitägigen Sonderevents. Seit 2015 gehört auch die „STRICK! Hannover“ zur „infa kreativ“.

### Markthalle
Hier bieten nationale und internationale Aussteller Speisen, Süßes, Weine, Käse- und Wurstspezialitäten aus verschiedenen Ländern an. In der Markthalle gibt es außerdem Küchengeräte, Pfannen und Töpfe.

### Basar der Nationen
Internationale Aussteller präsentieren Souvenirs, Kunsthandwerk und Landestypisches. Zentrum der Halle ist die Piazza Italia mit Spezialitäten aus Italien.

### Beauty & Style
Rund 170 Aussteller zeigen Mode, Beauty- und Kosmetikprodukte.

## Geschichte
Die Fachausstellungen Heckmann veranstalteten 1954 in der Stadthalle Hannover die erste „Niedersächsische Hauswirtschaftliche Landesausstellung“. Der Preis für den Eintritt betrug 1 DM, für Ehemänner musste jedoch nur die Hälfte bezahlt werden.
1957 erfolgte die Umbenennung in „Hausfrauen-Ausstellung“. Erstmals im Jahr 1973 erhielt die „Informations- und Verkaufsausstellung“ ihre daraus abgeleitete Kurzbezeichnung „Infa“. Seit 1974 wird sie auf dem Messegelände veranstaltet.
Im Jahr 2020 fand die Infa aufgrund der COVID-19-Pandemie in verringertem Umfang als Special Edition mit 150 Ausstellern statt. Die Besucherzahl verringerte sich von 180.000 auf 45.000 Besucher. Für das Jahr 2021 sagte die Deutsche Messe AG als Veranstalter die Infa aufgrund der anhaltenden COVID-19-Pandemie ab.